# Miquel Utrillo i Morlius
Miquel Utrillo i Morlius (Barcelona, 16 de febrer de 1862 - Sitges, el Garraf, 20 de gener de 1934) fou enginyer, pintor, decorador, crític d'art i promotor artístic. Juntament amb Santiago Rusiñol i Ramon Casas, Utrillo formà el nucli més representatiu del Modernisme plàstic a Catalunya. Arran del 75è aniversari de la seva mort s'ha reivindicat la seva figura i la seva obra, situant-lo dins la historiografia de l'art català com a personatge central des dels anys vuitanta del segle xix fins a la segona dècada del segle xx, especialment per mitjà de la commemoració celebrada a Sitges i de l'exposició Miquel Utrillo i les Arts (2009-2010), comissariada per Vinyet Panyella. Es consideren els seus projectes més importants la construcció del complex de Maricel, a Sitges, la formació de la col·lecció artística de Charles Deering (propietari del Palau de Maricel) i la seva intervenció en la gestació del Poble Espanyol, ja que se'l considera l'inspirador de la idea original de crear-lo.

## Primers anys

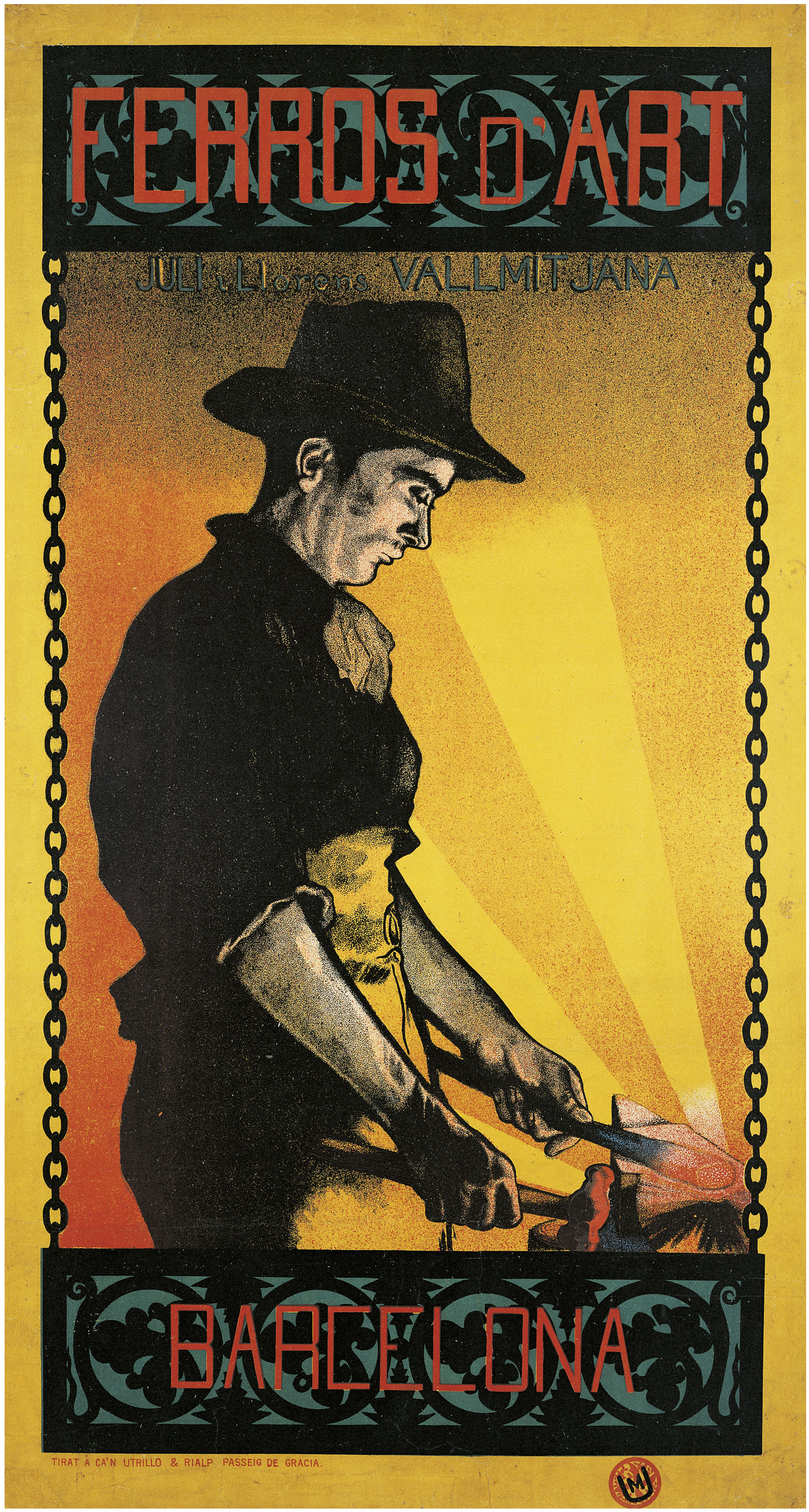
Cartell de Miquel Utrillo de l'any 1897 "Ferros d'art - Juli i Llorenç Vallmitjana - Barcelona"

Miquel Montserrat Josep Lluís Utrillo i Morlius va néixer a Barcelona fill de l'advocat Miquel Utrillo i Riu, natural de Tremp, i de Ramona Morlius i Borràs, de Lleida.

### Medi excursionista
Els primers anys de Miquel Utrillo són afectats per condicionaments familiars. Pateix l'exili dues vegades, una a Provença el 1867, i la segona a París el 1880. Mentrestant cursa el batxillerat i els estudis d'enginyeria, els quals inicia a Barcelona i conclou a París. Alhora comença a dibuixar des de ben petit, com ho demostren els àlbums de dibuix que conservem d'aquesta etapa juvenil.
El jove Utrillo esdevindrà conegut a partir del medi excursionista, un dels focus més importants a la Catalunya de la Renaixença. Aviat, entre 1879 i 1880, exercirà responsabilitats corporatives en l'Associació d'Excursions Catalana, una de les dues entitats que al cap de pocs anys formarà el Centre Excursionista de Catalunya, i prendrà part activa en les sortides excursionistes redactant informes i articles. A més, també a l'Associació d'Excursions Catalana, l'interès d'Utrillo per l'arqueologia i l'art podrà desplegar-se de la mà dels estudis que porta a terme, especialment en el camp de la meteorologia, i a la vegada el centre serà font de noves amistats. De manera que podrà compartir l'amor per l'arqueologia, el col·leccionisme i l'art amb Rusiñol i Alexandre de Riquer, i amb altres figures com Lluís Domènech i Muntaner, Pompeu Fabra, Valentí Almirall o Jacint Verdaguer, personalitats ja consolidades en el medi cultural. El compromís catalanista de l'entitat deixarà petja en Utrillo, pel que decidirà col·laborar en el Diari Català en la secció de meteorologia, i en condició d'exiliat a París, s'adherirà al I Congrés catalanista el 1880, i trametrà un telegrama el 1881, amb motiu d'una estada de Francesc Pi i Margall a Barcelona, per a fer públic, per mitjà del Diari, l'admiració que a aquest li professa.

### Vida bohèmia
Si bé és cert que Utrillo marxa a París el 1880, durant un temps continuarà vinculat al Diari Català i a l'Associació d'Excursions Catalana, de la que és nomenat corresponsal i soci honorari, títol que amb motiu del seu lliurament li atorgarà el privilegi de conèixer Ferdinand de Lesseps. Cal remarcar la importància dels contactes que estableix Utrillo, primer gràcies a l'entitat excursionista, però sobretot a partir de la seva estada a París als anys vuitanta. D'altra banda, un cop ubicat a la capital francesa, es deixarà afectar per la seva cultura i modernitat, continuant alhora els seus estudis a l'Institut National Agronomique (1880-1882).

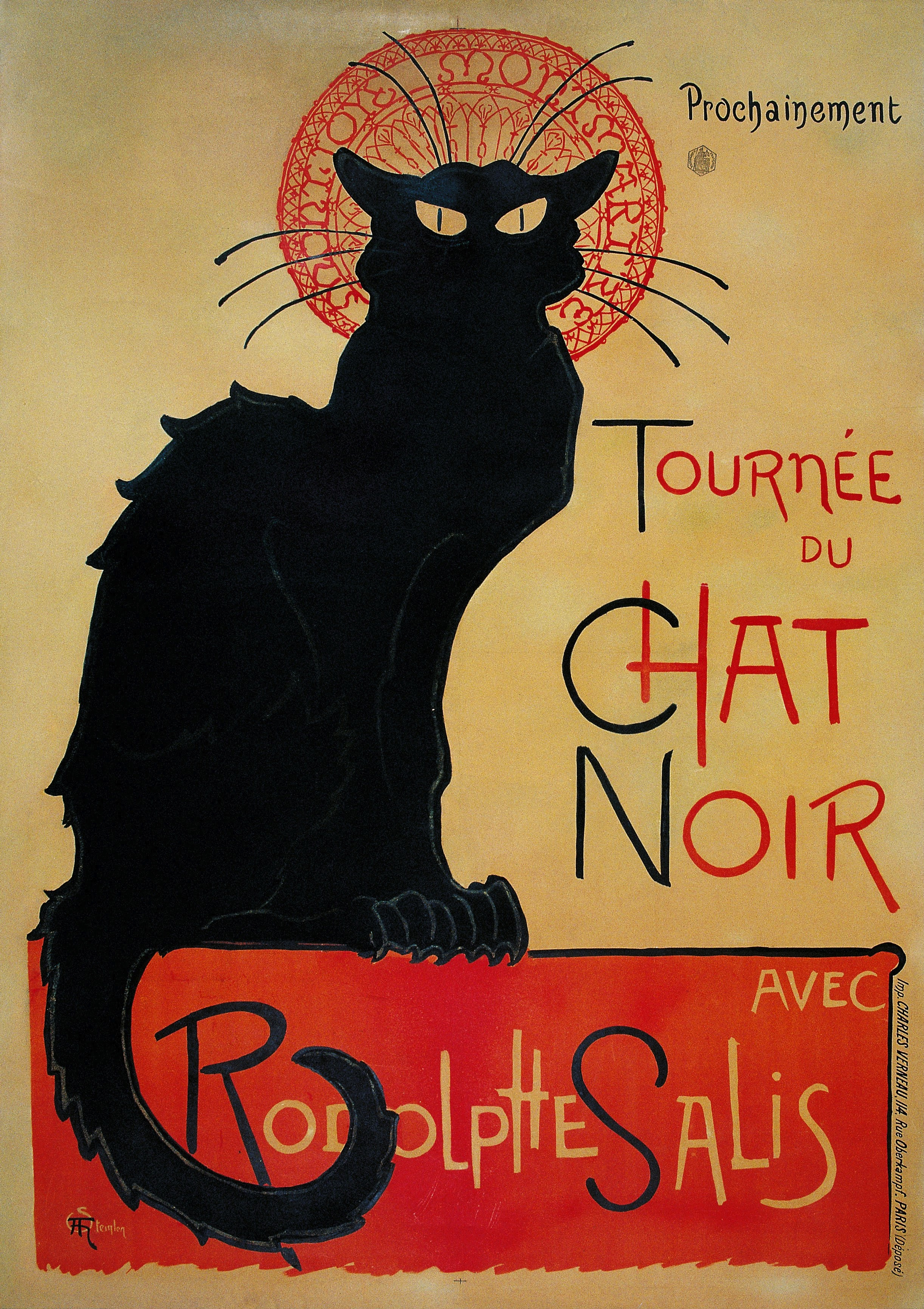
Cartell anunciant el cabaret parisenc Le Chat Noir.

Al París de 1880 comença la vida bohèmia de Miquel Utrillo. S'interessa pel dibuix i la pintura a Montmartre, barri marginal i alhora bohemi admirat per Utrillo perquè, entre altres coses, va ser l'epicentre de la Commune de París de 1871. També freqüenta el cabaret de Le Chat Noir, local de moda fundat per Rodolphe Salis i 

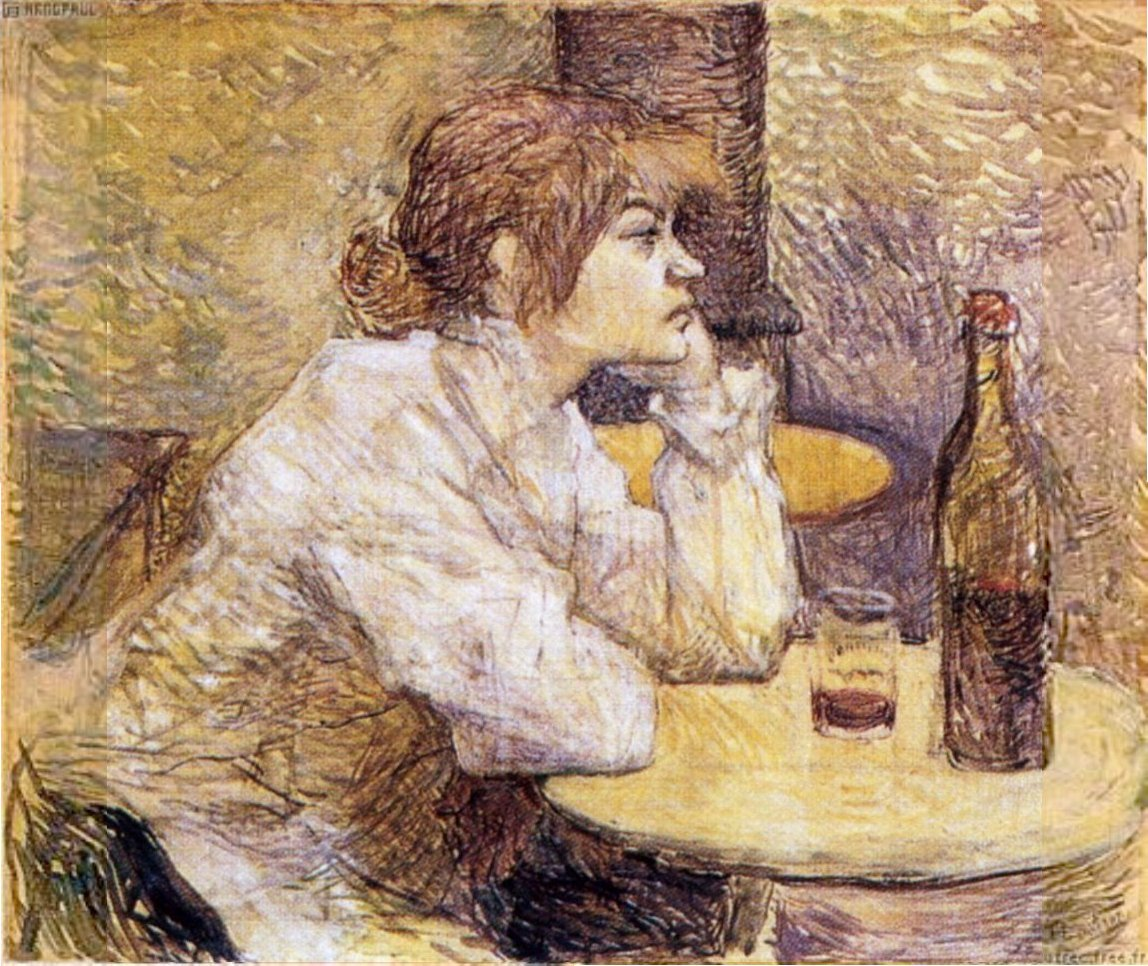
Retrat de Suzanne Valadon per Toulouse-Lautrec.

inaugurat el 1881, on es combina el beure i el cantar amb espectacles de mim i d'ombres xineses. L'any 1882 Miquel Utrillo i Riu torna a Espanya i s'instal·la a Madrid, tot i així, el seu fill romandrà a París, on per aquestes dates coneixerà la que serà la seva amant, la pintora postimpressionista i simbolista Suzanne Valadon, que també feia de model de pintors com ara Berthe Morisot, Puvis de Chavannes, Jean-Paul Henner o Renoir. Poc després, l'any 1883, Suzanne tindrà un fill, Maurice Valadon, però encara hauran de passar uns anys perquè Utrillo reconegui la seva paternitat.
Utrillo marxa de París per treballar i viatjar pel nord d'Europa, la major part del temps el passa anant de Bèlgica a Alemanya. Després d'haver viscut a Huy, Frankfurt i Hamburg, torna amb la família a Madrid el 1885. El 1886 fa feines a Espanya com a enginyer o comerciant i el 1887 arriba a Barcelona per treballar per a l'Exposició Universal de 1888 col·laborant en la construcció d'una atracció, el Panorama de Waterloo, que es va instal·lar a la plaça Catalunya, quan aquesta estava sent urbanitzada. Es tractava d'una recreació panoràmica circular representant la batalla de Waterloo, era una producció belga que havia format part de l'Exposició Universal d'Anvers de 1885 i que per tant Utrillo ja coneixia perquè havia estat a Bèlgica per aquelles dates.
A Barcelona, a més de reprendre antigues amistats, tornar a vincular-se amb l'excursionisme i el col·leccionisme artístic. Una mostra d'això és la sortida que fa junt amb Rusiñol i Alexandre de Riquer al monestir de Santa Maria de Serrateix, al Berguedà, amb motiu d'uns canelobres de forja que incorporaran a la col·lecció que Rusiñol guarda al Cau Ferrat del carrer de Muntaner. Precisament serà al Cau Ferrat on Utrillo, en entrar al cercle d'amics de Rusiñol, coneixerà el director de La Vanguardia, Modesto Sánchez Ortiz, qui, igual que els artistes, apreciarà el seu bagatge parisenc, de manera que quan Utrillo torni a París l'any 1889, amb motiu de la segona Exposició Universal celebrada a la ciutat, li atorgarà la corresponsalia de La Vanguardia.
Dit i fet, el Miquel Utrillo viatger inicia la sèrie d'articles ''Desde París'' el 30 d'abril de 1890 per tal d'informar sobre la ciutat, l'Exposició, els salons artístics. Primer signa els articles amb el pseudònim Lilé, i després amb el seu nom propi. Utrillo escriu aquests articles fins al maig de 1891. També publica una guia molt ben documentada, Una visita a la Exposición Universal. 15 días en París.
També a París, Utrillo retroba els seus coneguts, Santiago Rusiñol, Pompeu Gener, el dibuixant Andreu Solà i Vidal, Ramon Canudas… Utrillo s'endinsa de ple a la vida bohèmia en la que ja s'havia iniciat anteriorment, quan Rusiñol lloga una casa del carrer de l'Orient. Allà hi viuen en un primer moment Utrillo, Rusiñol i Andreu Solà i Vidal, després arriba Enric Clarasó i Solà marxa, i Canudas va i ve, segons li convingui. D'aquesta manera, la casa i el jardí seran l'escenari pictòric i literari dels estadants, i quedaran reflectits a les seves obres.
Utrillo comenta les novetats parisenques i dona la seva opinió sobre la societat artística, sovint amb un to irònic. Són objecte de les seves crítiques el paper polèmic de les acadèmies d'art, la societat literària, el naturalisme, que perd adeptes en néixer una nova sensibilitat que es consolidarà en el Simbolisme.
Utrillo és un home il·lustrat per una banda, i pobre, melancòlic i solitari, per l'altra, pel que és fàcil identificar-lo amb la figura del bohemi. Mostra la seva erudició en els seus escrits i alhora, una gran capacitat per informar amb una mirada intel·ligent. I no devem oblidar-nos de la seva vocació pictòrica, que, tot i que tímidament, queda palesa en algunes planes del La Vanguardia, a partir d'il·lustracions o dibuixos que completen les cròniques.

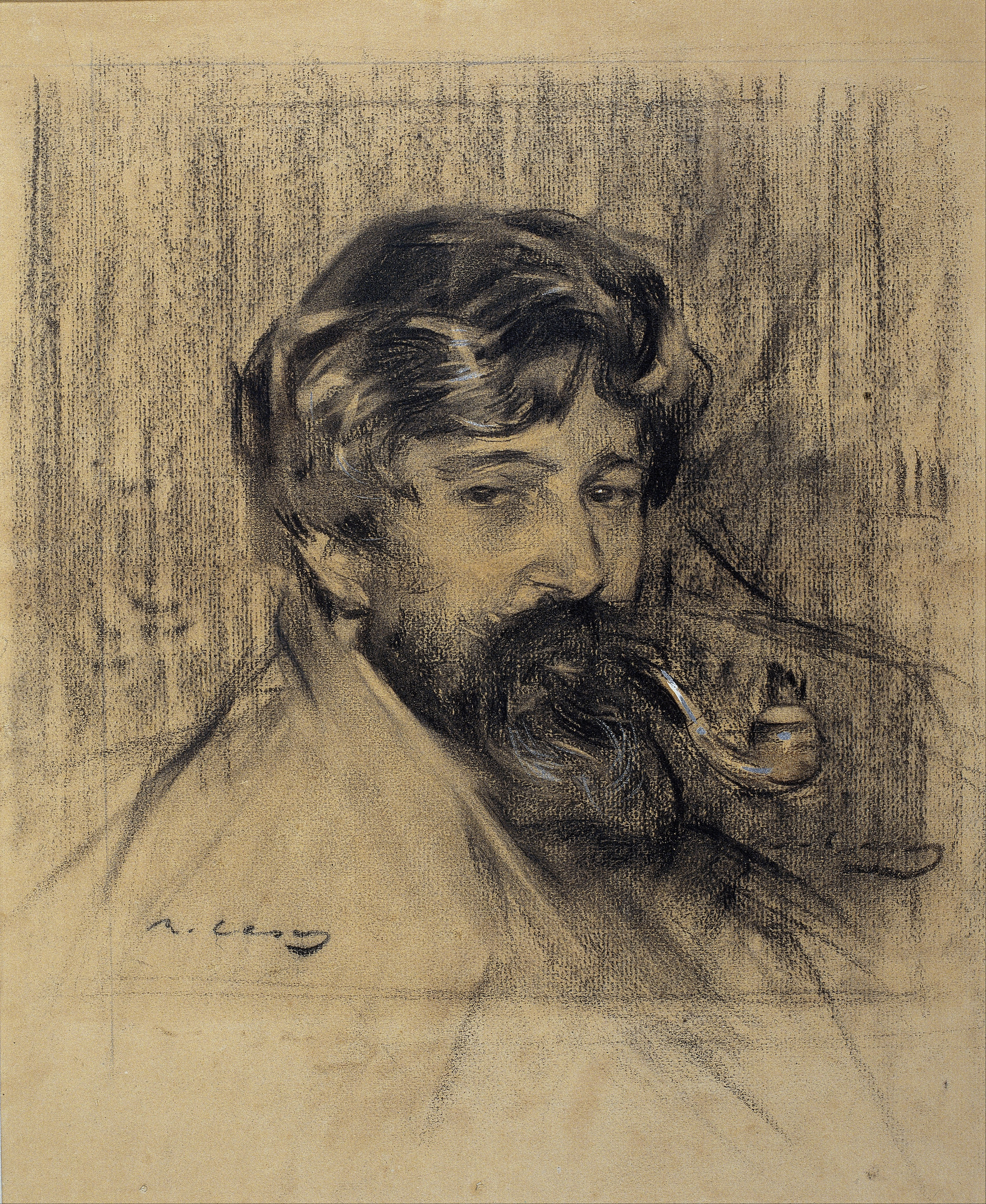
Retrat de Santiago Rusiñol per Ramon Casas.

Vers el juny de 1890 Rusiñol deixa la casa del carrer de l'Orient per llogar a l'octubre el pis del Moulin de la Galette que comparteix amb Utrillo, Ramon Casas i amb Ramon Canudas. 

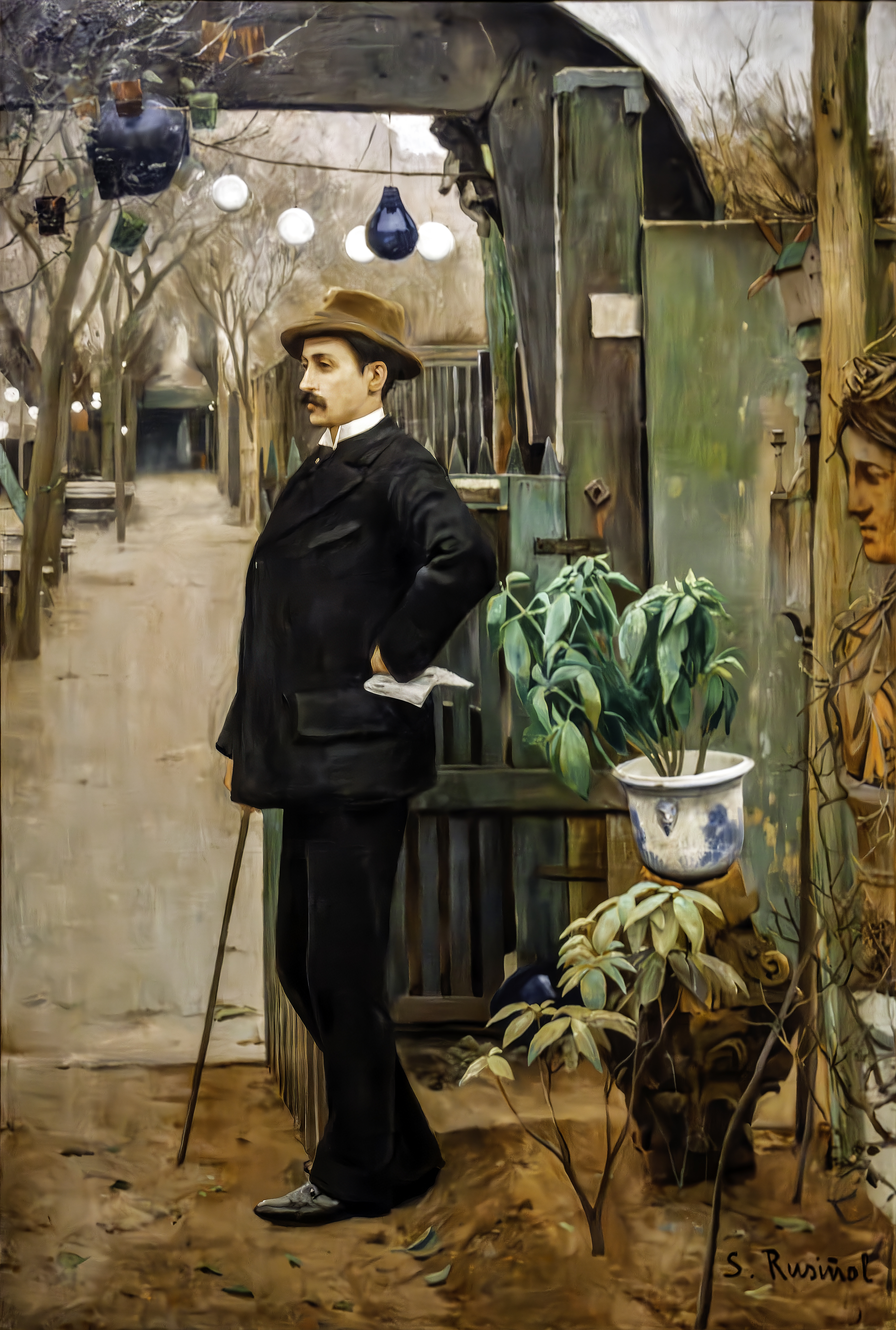
Retrat de Miquel Utrillo als jardins del Moulin de la Galette, per Santiago Rusiñol.

El molí és un local de moda freqüentat per artistes i un motiu pictòric usual per Ramon Casas, artista que retrata plàsticament la societat parisenca, mentre que Utrillo ho fa per mitjà de la ploma.
Miquel Utrillo i Suzanne Valadon reprenen una relació amorosa en què són freqüents les disputes, i és precisament degut a aquestes constants discussions que Utrillo va i ve des del Moulin de la Galette fins al domicili de Valadon. Finalment Utrillo reconeix la paternitat del seu fill, que ara passarà a anomenar-se Maurice Utrillo Valadon. Arran d'aquest esdeveniment, Utrillo retrata Suzanne, deixant així per la posteritat un dels seus millors dibuixos, conegut com el Record de la guerra dels set anys (1891). Tot i així, els moment de convivència pacífica són ben pocs sobretot a causa de la promiscuïtat de la model.
A mitjans del 1891 Utrillo deixa corresponsalia de La Vanguardia i entra en el medi teatral, terreny pel que sentia apassionament com demostren les cròniques que enviava a La Vanguardia, on a més de narrar esdeveniment i cròniques de salons d'art, comentava espectacles teatrals i de cafè concert. Com dèiem, arran d'aquest interès instal·la un teatre d'ombres xineses a l'Auberge du Clou, local que ja havia freqüentat en els temps en què era també un client assidu de Le Chat Noir. I és justament a Le Chat Noir on hem d'anar a cercar els orígens d'aquest espectacle d'ombres, així ens ho fa saber Rusiñol en un article en què també ens parla de la fama que l'espectacle d'Utrillo ha adquirit, fins al punt que altres teatres de París l'incorporen en el seu repertori.

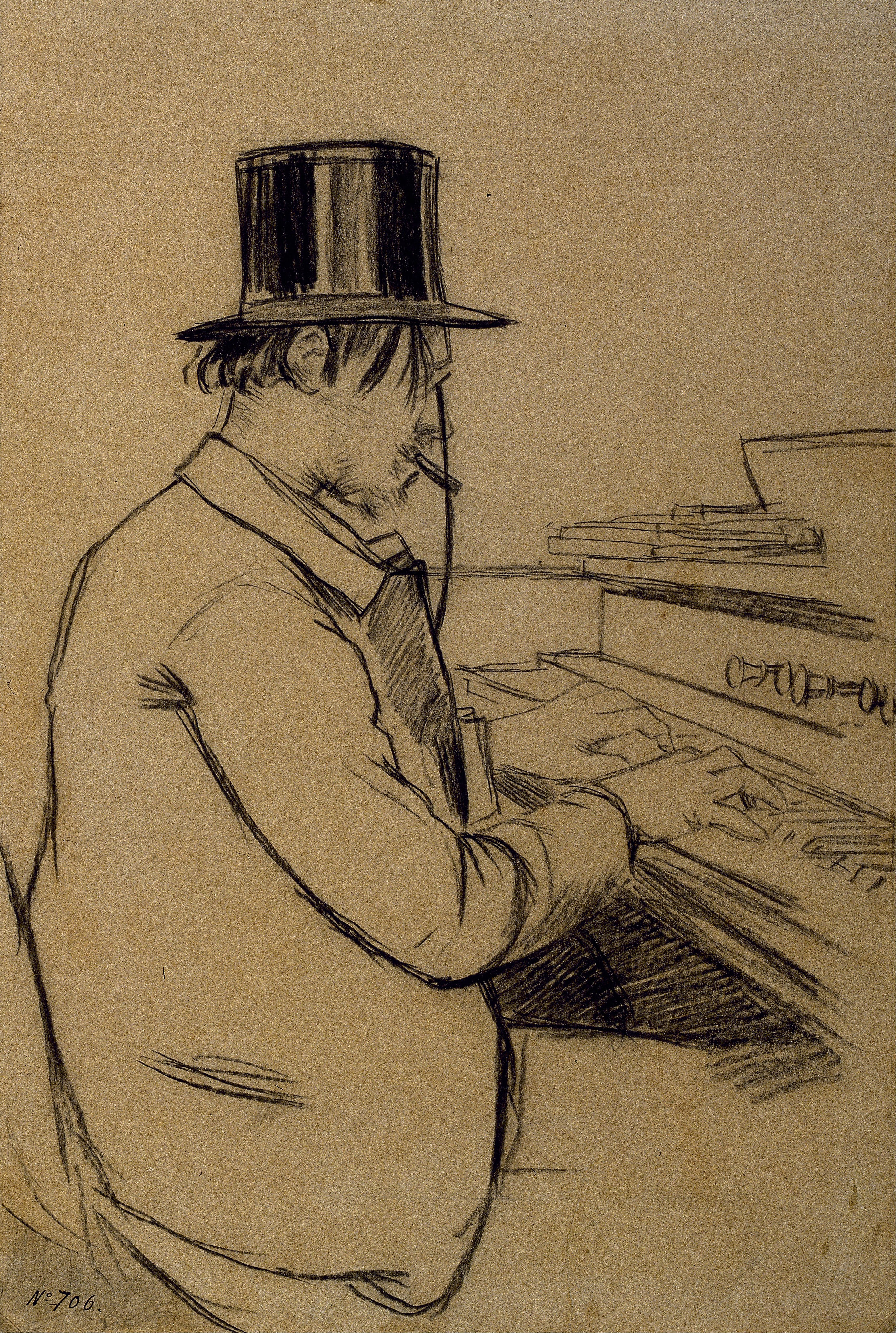
Retrat d'Erik Satie per Santiago Rusiñol

En aquest espectacle també hi col·labora Erik Satie com a acompanyant de música de piano. I serà aquesta nova condició de Satie la que portarà al músic a conèixer Suzanne Valadon, amb qui començarà un relació amorosa que determinarà la ruptura definitiva entre la model i Utrillo. Degut a aquesta situació, Utrillo veurà en l'Exposició de Chicago de 1893 l'oportunitat per marxar de París vinculant-se a la companyia que forma Léon Charles Marot per promoure les ombres xineses a la ciutat americana. Participa també en l'edició del fullet per anunciar la companyia, anomenada Théatre des ombres Parisiennes, i alhora realitza el cartell de propaganda, obra en la que queda palesa la influència dels cartells de Toulouse-Lautrec i en la que reconeixem en la figura femenina les faccions de Suzanne Valádon.
Utrillo, però, no s'hi trobarà a gust a Chicago. Sabem, gràcies a la seva correspondència amb Rusiñol, que considerava que els nord-americans eren antipàtics i el seu art, de baixa qualitat, perquè els artistes que despuntaven marxaven cap a Europa. De manera que el març de 1895 s'instal·la de nou a París, a l'apartament de Rusiñol al Quai-Bourboun. És en aquestes dates quan pinta l'oli de L'absis de Notre Dame de París, sota la neu. Però no triga a marxar de nou, aquest cop a Sitges, instat per Rusiñol, que vol ensenyar-li el Cau Ferrat. De manera que Miquel Utrillo deixa enrere Montmartre, és a dir, la bohèmia, l'art i, en paraules d'Utrillo, “els inferns de París”.

## Etapa modernista

### Al Cau Ferrat

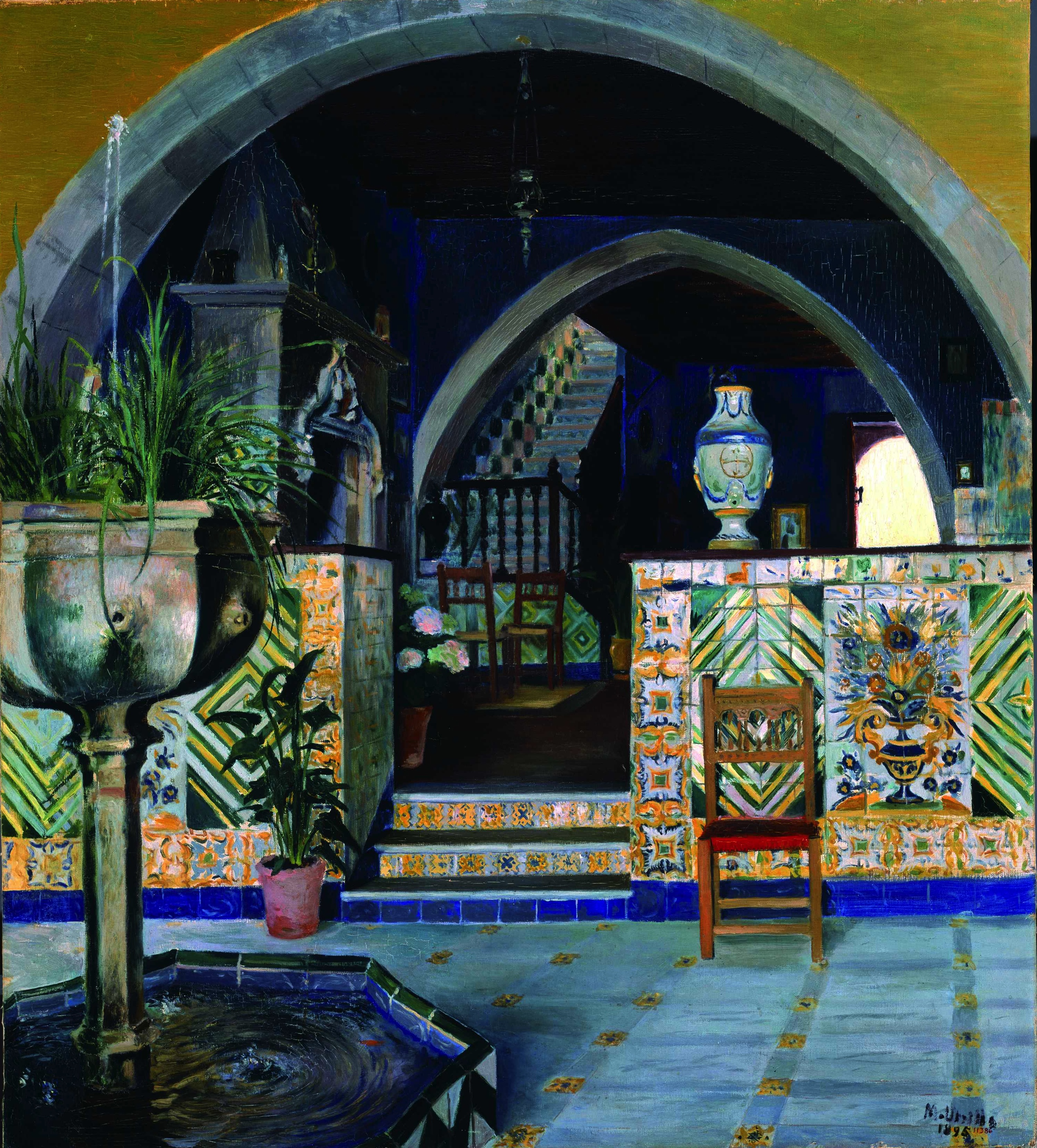
L'interior del Cau Ferrat de Miquel Utrillo.

Utrillo arriba al Cau Ferrat pel juny de 1895. Rusiñol és llavors el seu amic més proper, de manera que Utrillo ràpidament s'integra al cercle de les seves amistats. L'ambient del Cau Ferrat, molt diferent al de la ciutat francesa, estimularà la seva vocació artística, ja que Utrillo es donarà a conèixer com a pintor, dibuixant, cartellista i escenògraf. En aquella època, el Cau Ferrat es convertí en el far del modernisme, Rusiñol, el propietari, rebé moltes visites, i molts altres s'hi atansaren per veure la seva col·lecció artística. Al mateix temps fou per Utrillo vivificador, perquè allà portà a terme dos dels seus quadres més significatius: L'interior del Cau Ferrat i Sitges al segle xx.

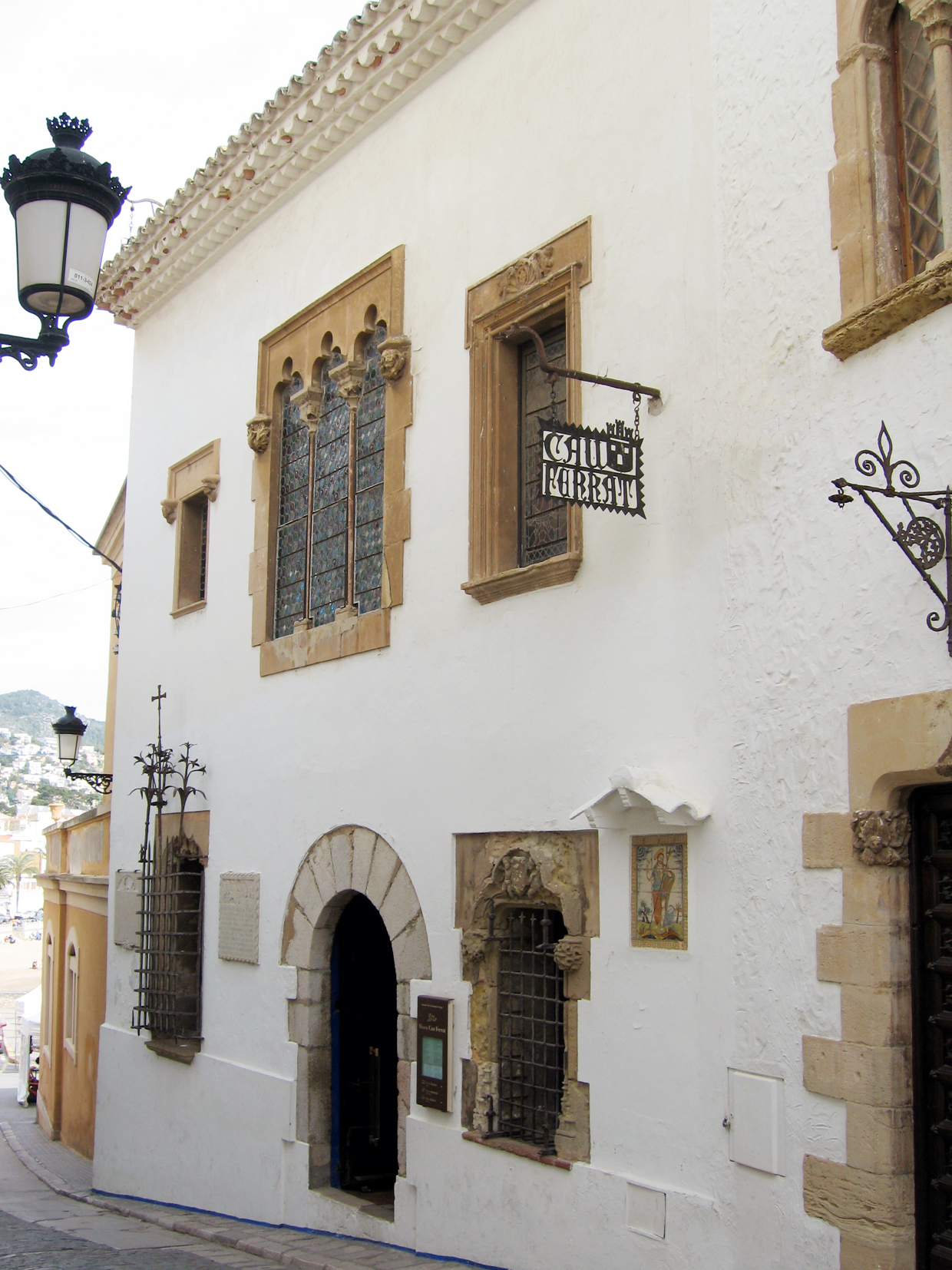
Vista exterior del Cau Ferrat, casa i taller de Santigo Rusiñol.

D'altra banda, Utrillo també explota a Sitges la seva faceta literària i la seva veu crítica: col·labora a La voz de Sitges, on publica un parell de textos de caràcter literari, i esdevé redactor ocasional del setmanari i corresponsal de La Vanguardia per informar sobre els esdeveniments que tenen lloc al Cau i sobre els seus visitants.

### “España vista por un extranjero”
Utrillo, el viatger incansable, aconsegueix l'encàrrec d'un seguit de cròniques per a La Vanguardia, "España vista por un extranjero", aquest títol ve donat perquè Utrillo es fa passar per un pintor francès interessat pels grans mestres espanyols, sobretot, per Diego Velázquez. Alhora Rusiñol ha de dur a terme una altra sèrie de cròniques, "Cartas de Andalucía". De manera que, quan Rusiñol decideix emprendre el seu viatge l'any 1895, es forma una expedició d'artistes que, passant pel Museu del Prado, arriben a Granada, "la segunda maravilla de España" després del museu madrileny, segons el parer d'Utrillo. Utrillo però, no realitza estrictament una crònica de viatges, perquè ens ofereix la seva visió de l'art i aporta la seva opinió segons el seu ideari estètic. En els seus escrits trobem, per exemple, una opinió pròpia sobre el Modernisme:
| « | recorrer de nuevo el camino ya seguido por otros y partiendo de fuentes anteriores, buscar nuevos senderos | » |

D'altra banda, Utrillo també s'encarregarà en aquest viatge d'il·lustrar els articles que Rusiñol envia a La Vanguardia, en concret realitzarà un total de catorze dibuixos d'alguns dels indrets visitats.
L'any següent, l'estiu de 1896, Utrillo acompanya de nou a Rusiñol d'expedició artística, aquest cop a Montserrat, allà pintarà uns olis del paisatge que presentarà al Saló del Camp de Mars l'any següent.
A la tardor, de nou al Cau Ferrat, Utrillo participa de l'esperit del Simbolisme (se celebren en aquestes dates concerts de músics simbolistes), sensibilitat que manifestarà a les obres realitzades durant l'any següent.

### La fadaiOracions
L'òpera La fada, amb text de Jaume Massó i Torrents i música d'Enric Morera, va ser representada a l'escenari del Casino Prado, amb un escenografia preparada per Rusiñol, Utrillo i Anton Mirabent. El cartell de l'espectacle, obra d'Utrillo, mostra un domini ple del cartellisme artístic i representa un dels triomfs del Simbolisme gràfic. L'èxit de l'esdeveniment, presentat dins el marc de les Festes Modernistes, serví a Utrillo per donar a conèixer la seva faceta de cartellista o d'escenògraf.

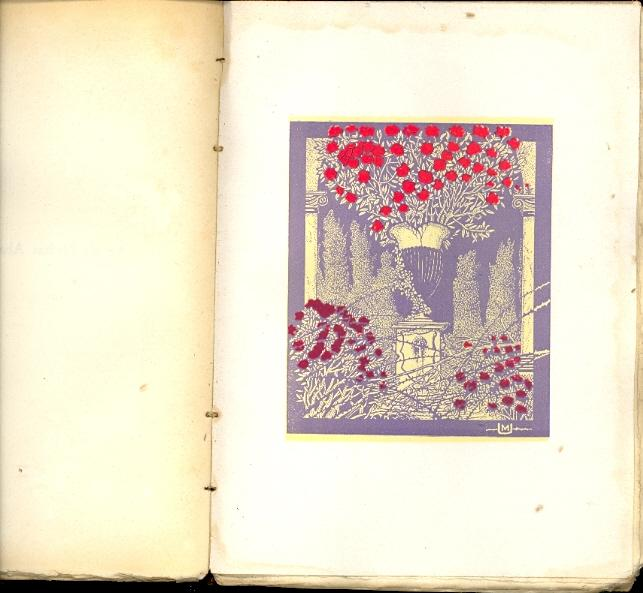
Il·lustració realitzada per Miquel Utrillo amb motiu de la publicació dOracions, de Santiago Rusiñol.

Però la consagració d'Utrillo com artista i dibuixant arriba amb la publicació d'Oracions, de Santiago Rusiñol, amb música d'Enric Morera per a determinats passatges, una de les obres més celebrades del Modernisme per ser la materialització de l'Art Total. La tasca d'Utrillo en aquest projecte consisteix a il·lustrar els capítols de l'obra i el cartell d'anunci.
Un altre fet també remarcable del moment és la col·laboració d'Utrillo amb el poeta i traductor Joan Maragall en la realització del cartell i l'escenografia per a la representació teatral d'Ifigènia à Tàurida, que Maragall ha traduït. El cartell mostra un tombant estètic: es decanta cap a una visió estètica de mediterranisme classicitzant, avançant el que serà el Noucentisme. L'estrena té lloc a Barcelona en un espai classicitzant com és el Laberint d'Horta. L'any següent l'obra es representa de nou al Teatre Novetats i Utrillo realitza els decorats segons quadres de Puvis de Chavannes.

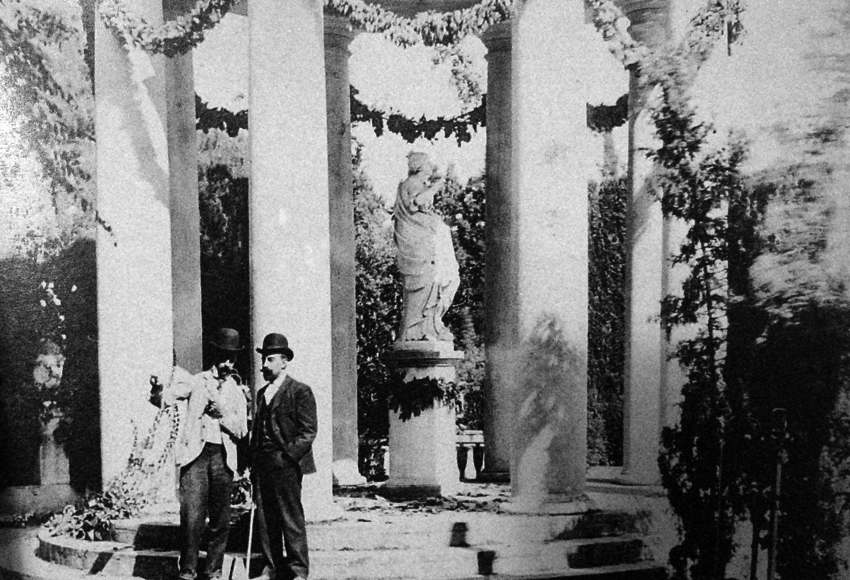
Miquel Utrillo i Joan Maragall al Laberint d'Horta, 1898.

Tant les escenografies com l'activitat cartellística d'Utrillo mostren la influència classicitzant de l'artista francès i apunten cap al canvi estètic que tindrà lloc als primers anys del segle xx i que comportarà l'abandonament definitiu del Simbolisme, de “les boires del nord”, en paraules d'Utrillo, a favor d'una mirada clara, mediterrània, és a dir, equilibrada, proporcionada i serena.

### Els Quatre Gats

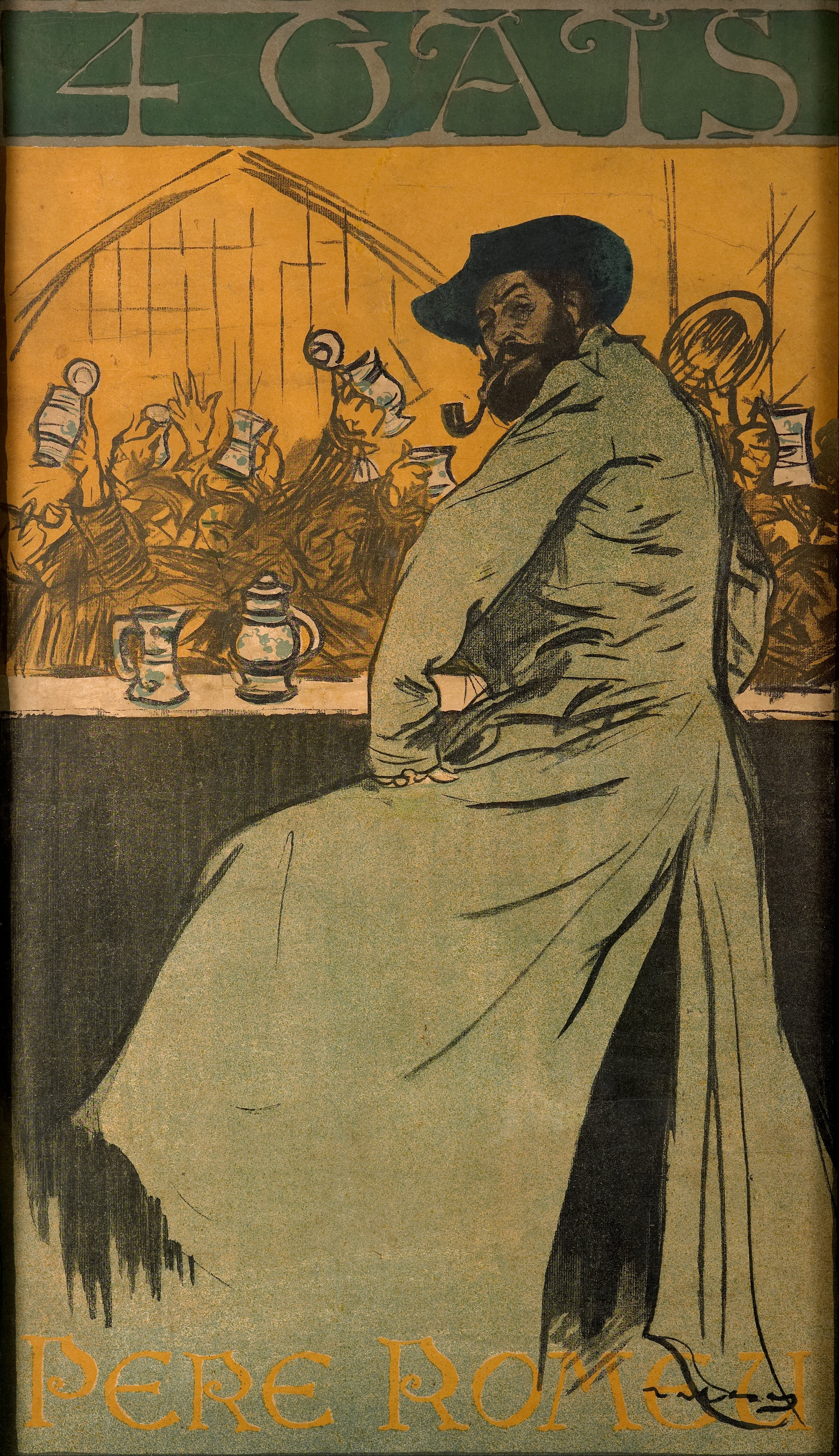
4 gats, cartell de Ramon Casas, 1900.

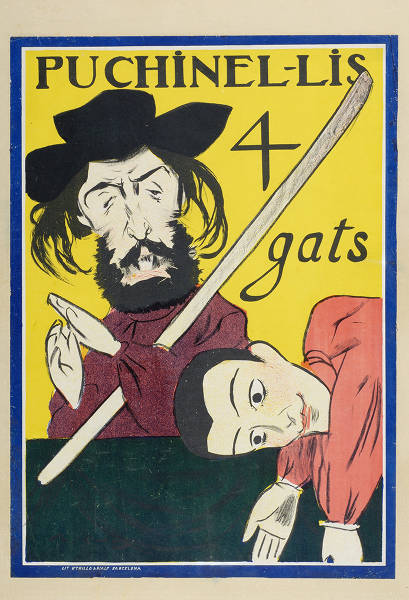
Cartell de Ramon Casas per a un espectacle de putxinel·lis al local dels Quatre Gats.

El local Els Quatre Gats, que obre el juny de 1897, està en la mateixa òrbita que Le Chat Noir i L'Auberge du Clou. La gestació de la taberna modernista es deu a la col·laboració de Pere Romeu, de Rusiñol, de Ramon Casas, que és un dels que la finança i intervé activament en la seva obertura, i de Miquel Utrillo. Utrillo hi promourà exposicions i dirigirà les representacions de titelles (putxinel·lis), per accentuar el caràcter popular del local, i les d'ombres xineses, com els vells temps a París. A la darreria de 1897, Utrillo presentarà a Els Quatre Gats la primera funció d'ombres, i ell mateix junt amb Ramon Casas seran els encarregats de fer el respectiu cartell, Sombras.

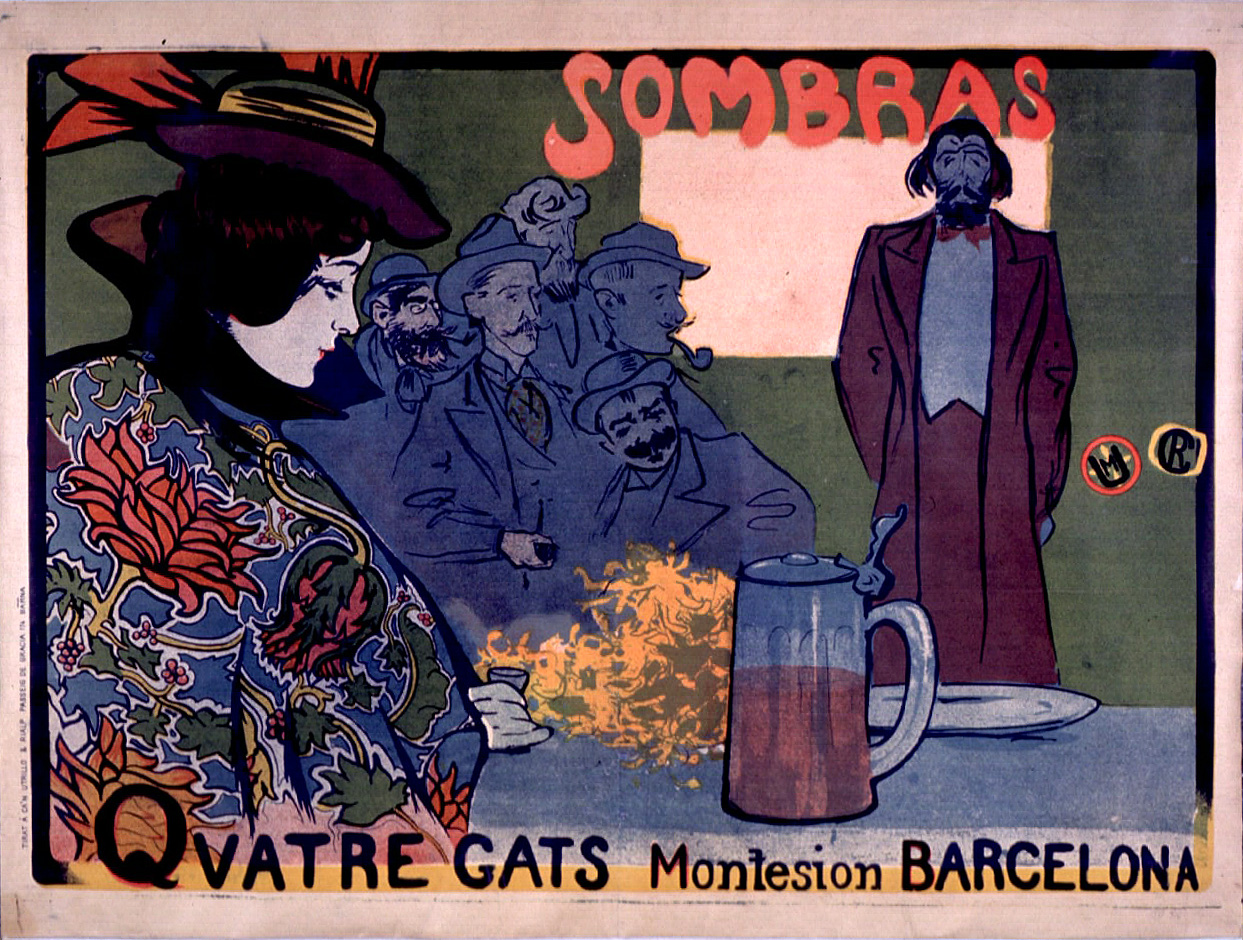
Sombras, cartell realitzat per Ramon Casas i Miquel Utrillo per anunciar una representació d'ombres xineses a Els Quatre Gats..

Els Quatre Gats és en poc temps considerat un centre de modernitat artística on els artistes joves poden delectar-se observant les grans figures del moment, i alhora es tracta d'un espai on l'artista desconegut pot ser descobert i deixar de romandre en l'anonimat.
Els Quatre Gats també editen la publicació Quatre Gats, seguint l'exemple de Le Chat Noir, que també tenia la seva revista. La dirigeix Pere Romeu i Utrillo hi escriu usualment amb un to crític que cerca fer esdevenir l'art la via per incidir a la realitat espanyola, tot i que és crític amb la realitat cultural i artística, més que amb la política. Quatre Gats desapareix en relativament poc temps, però deixa pas a una nova publicació, Pèl & Ploma.

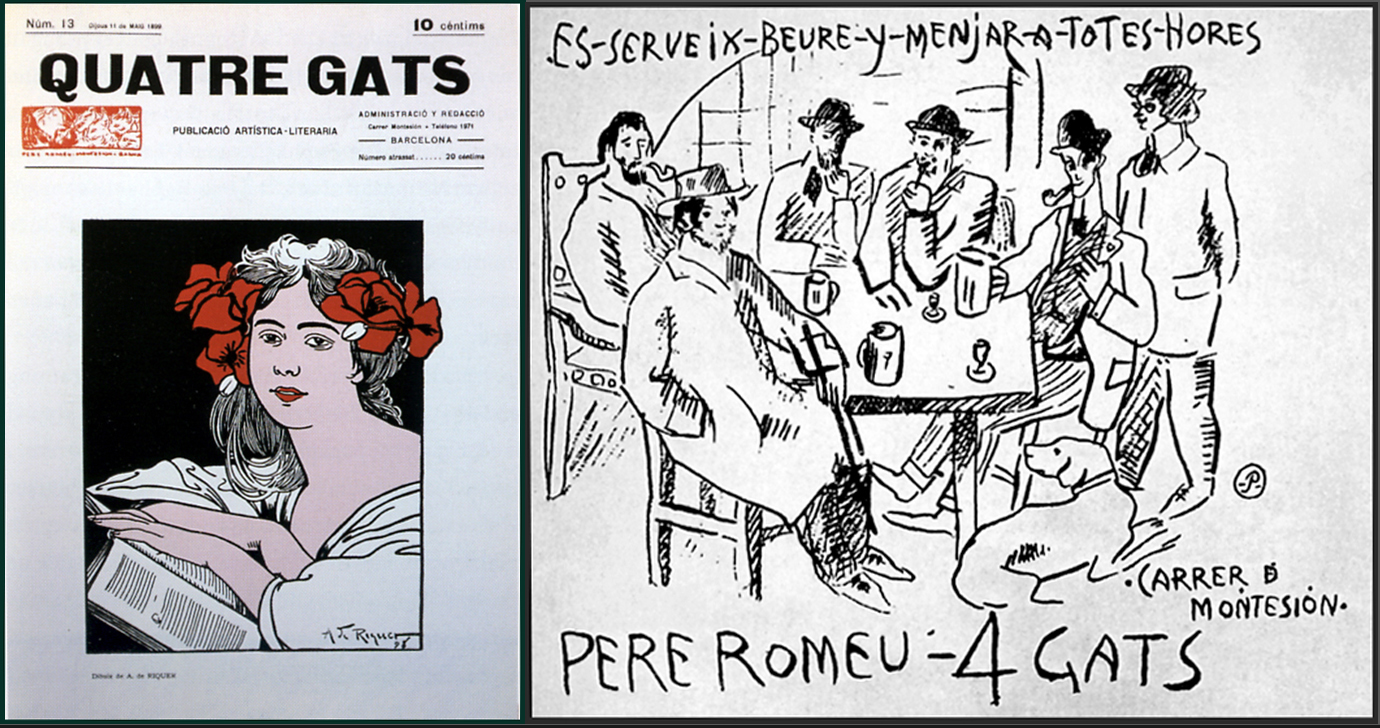
Número 13 de la revista Quatre Gats.

### Pèl & Ploma

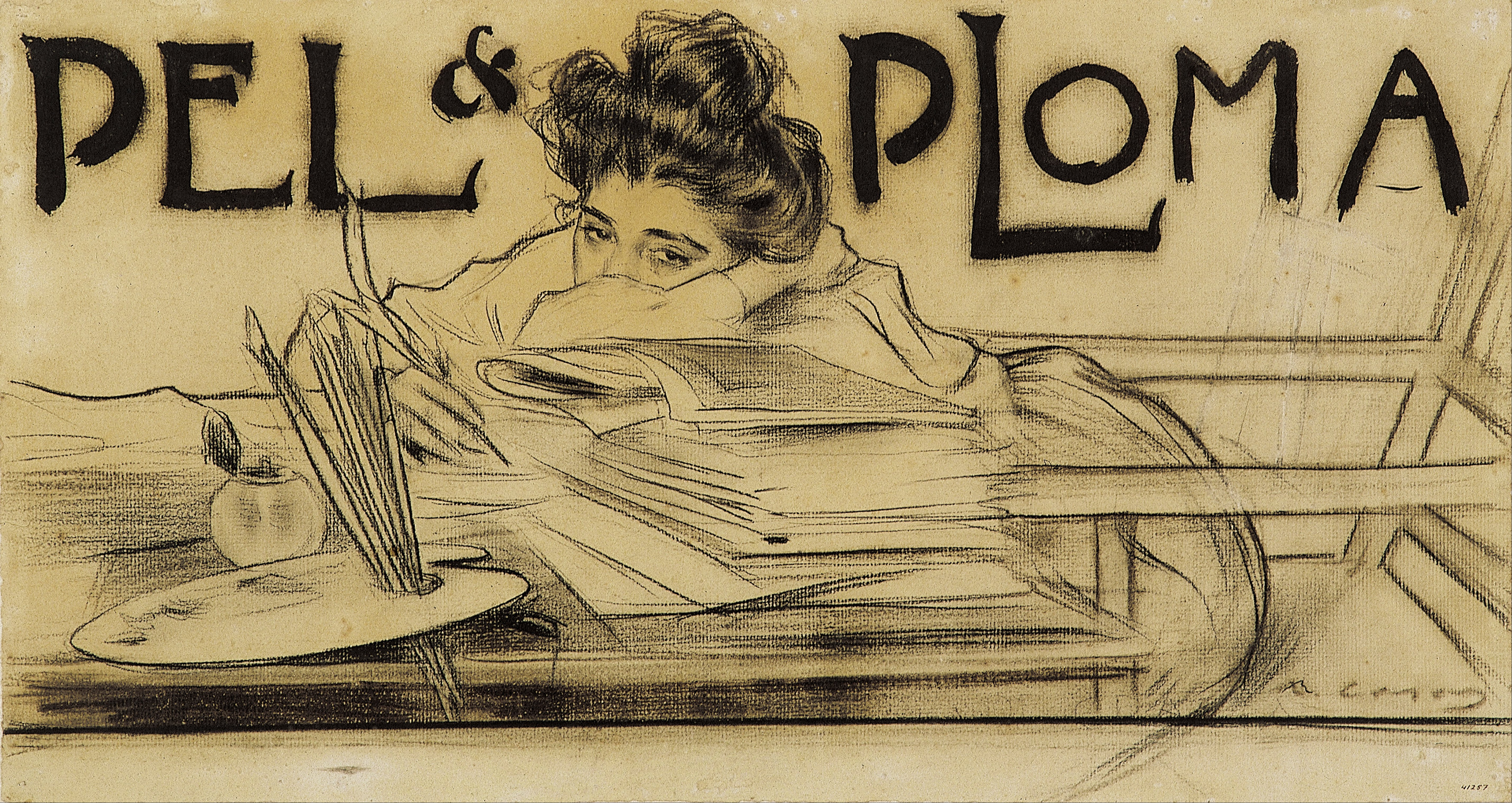
Portada de Pèl & Ploma de Ramon Casas.

Pèl & Ploma fou la revista més important del Modernisme artístic, il·lustrada i finançada per Ramon Casas, i amb Utrillo com a director, promotor artístic i redactor únic durant tot el primer any. Serà aquesta publicació la que li servirà a Utrillo per guanyar el prestigi de crític d'art. Treballà intensament, es calcula que escriví prop de quatre-cents articles. Utrillo escriu de tot a Pèl & Ploma, notes d'informació ocasional, articles de crítica d'art, retrats literaris que acompanyen els retrats de Casas i són d'altíssima qualitat. En aquests escrits Utrillo utilitzava sovint diversos pseudònims, va signar com Pincel/Pinzell, Nicolau Serrafina, Un de la platea, El del Galliner, Suasus, Pau del Camp, el d'A.B.C.

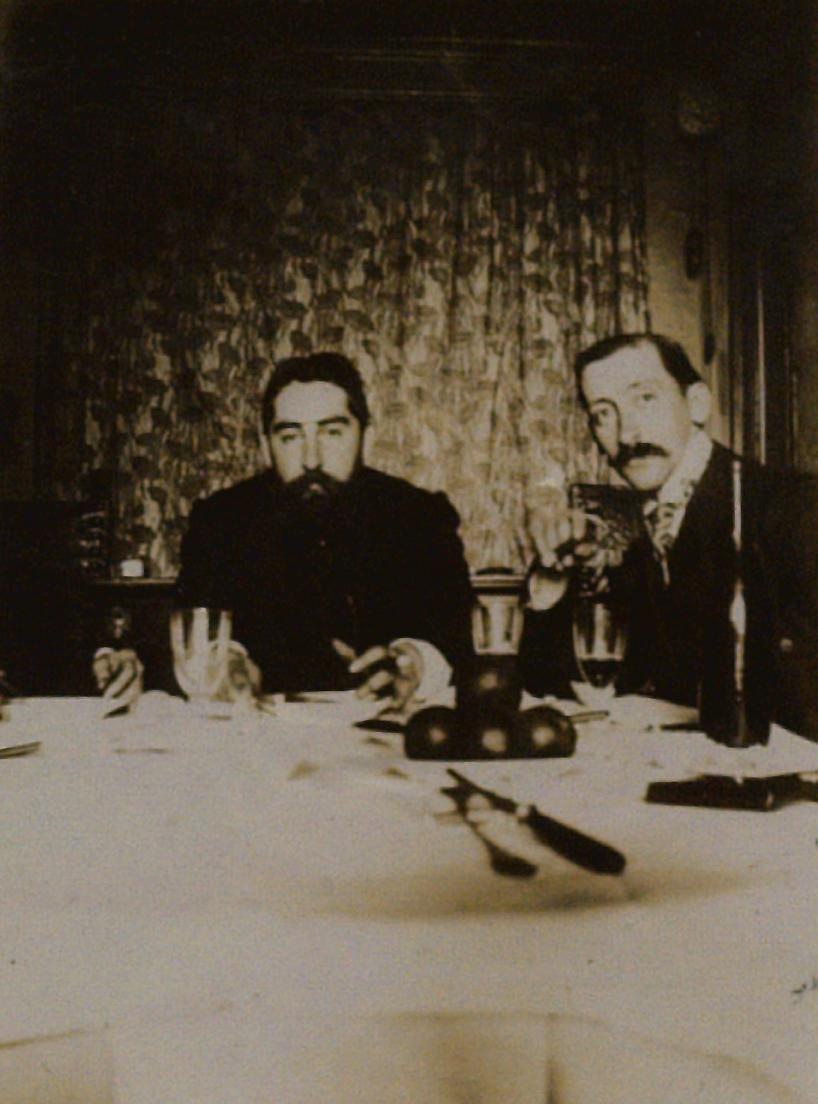
Ramon Casas i Miquel Utrillo.

D'altra banda, cal destacar l'important paper de les pàgines de Pèl & Ploma amb relació a la promoció d'artistes joves. Precisament fou Utrillo qui primer apostà per Picasso, organitzant la primera exposició de l'artista a Els Quatre Gats, promovent-lo des de les pàgines de la revista i valorant-lo anys més tard com una de les figures cabdals del moment. Utrillo destaca sempre aquells artistes que demostren capacitat per innovar i per avançar cap a nous corrents estètics. Caldria citar molts noms en aquest punt, però n'hi ha d'imprescindibles, com el pintor Isidre Nonell, per qui mostra molt d'interès fins a la seva mort prematura, o el poeta Joan Maragall, amb qui col·labora diverses vegades.

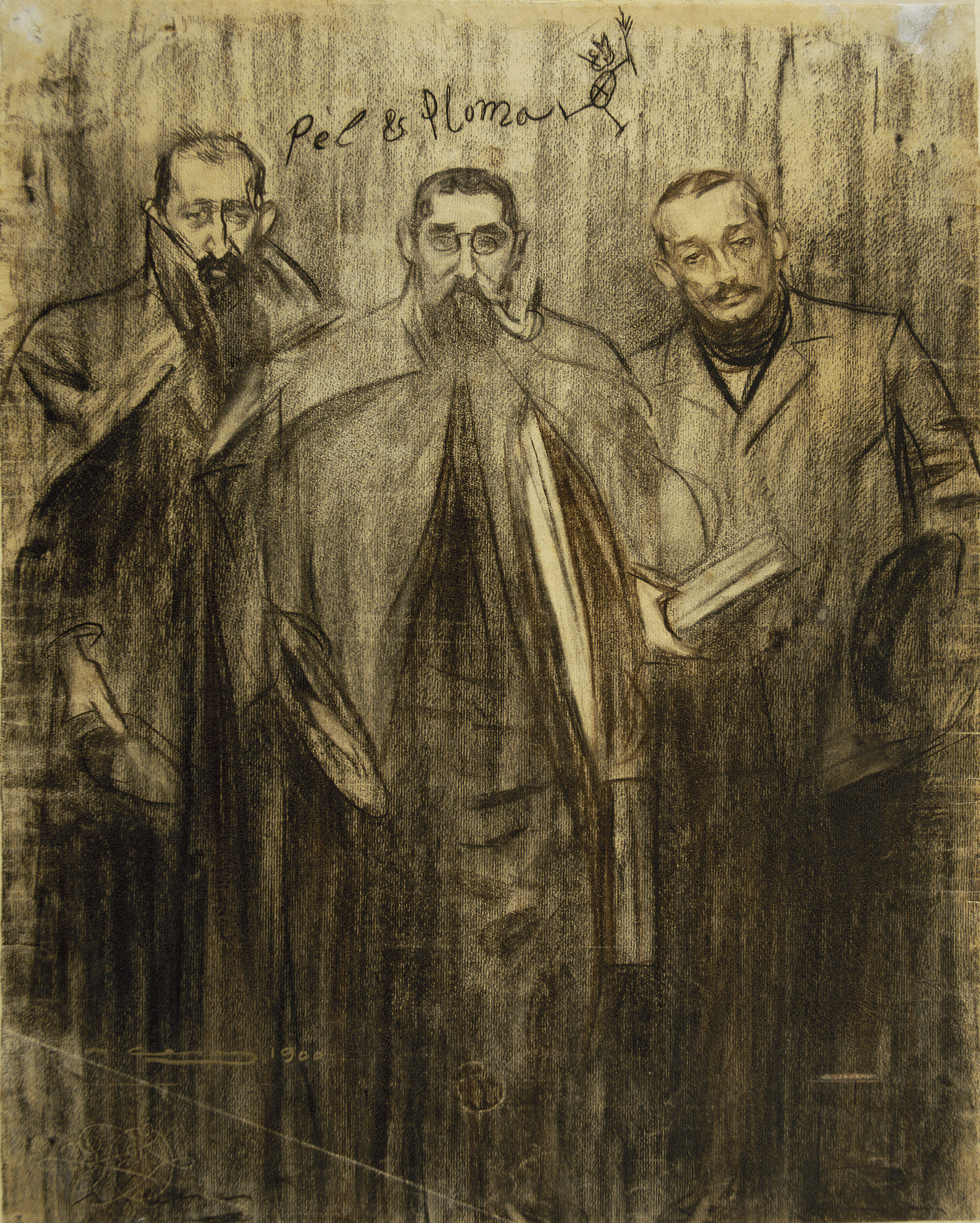
Retrat de Miquel Utrillo, Ramon Casas i Leandre Galceran fet per Ramon Casas.

També publica escrits a la revista en els quals reflexiona sobre el seu propi recorregut: Els "Estudis per a l'Auca de l'Utrillo", que acompanyen el retrat que li fa Ramon Casas, i “Escenes de la vida bohèmia”, on resumeix la seva joventut a París i a Sitges.
Tot i el considerable èxit de Pèl & Ploma, Ramon Casas i Utrillo troben necessari posar fi a la revista el desembre de 1903 per crear-ne una de nova adaptada als nous temps i al mercat artístic (recordem la creixent influència d'Utrillo en l'àmbit de l'art antic i del col·leccionisme). A l'últim número de Pèl & Ploma ja anuncien la futura publicació amb aquestes paraules: "L'ànima de Pèl & Ploma transmigrada a FORMA no promet: assegura".

## Etapa noucentista

### Forma

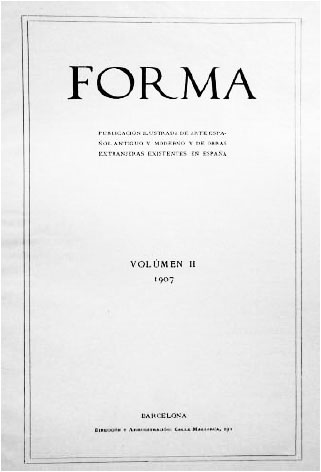
Portada de la revista Forma.

La revista Forma, que també finança Ramon Casas, respon a l'actitud estètica noucentista que pren Utrillo, director i redactor principal, en considerar que l'element formal determina la valoració de l'obra d'art, reflexió que el porta incondicionalment a adoptar una posició artística eclèctica. Serà aquest criteri valoratiu el que transmetrà a la revista Forma, segons el qual l'art ha de respondre als valors ja consolidats de l'art modern, que es manifesten en l'obra d'artistes com Ramon Casas, Sorolla, Zuloaga. L'opinió d'Utrillo serà sobretot plasmada, però, als articles dedicats al col·leccionisme públic o privat, i als espais de la revista dedicats a l'art antic, dels que inferim un especial interès per part d'Utrillo pels grans mestres de les arts hispàniques, com Velázquez, Zurbarán, El Greco.
Forma desapareix el 1908 perquè Josep Espasa li demana a Miquel Utrillo que s'incorpori als treballs de l'enciclopèdia que està preparant, l'Enciclopedia Espasa. Utrillo assumirà la direcció artística, redactarà nombroses entrades relacionades amb el món de l'art i s'encarregarà del subministrament d'il·lustracions. És significatiu que fos l'únic que rebé el nom d'enciclopedista, perquè se'l considerava com el veritable creador d'aquesta obra.

### Maricel
Miquel Utrillo dedica gairebé una dècada, del 1910 al 1921, a construir un complex d'edificis per a residència de Charles Deering. El setembre de 1909 Charles Deering visita Sitges amb Ramon Casas i Miquel Utrillo. Al Cau Ferrat és rebut per Santaigo Rusiñol, a qui expressa el desig d'adquirir el Cau per tal de posseir una residència on també hi pugui encabir la seva col·lecció artística. Davant de la negativa de l'artista i gràcies a la mediació d'Utrillo davant de l'administrador de l'antic Hospital de Sant Joan Deering finalment adquireix l'antic Hospital de Sant Joan Baptista, i Miquel Utrillo s'encarrega de la seva adequació.

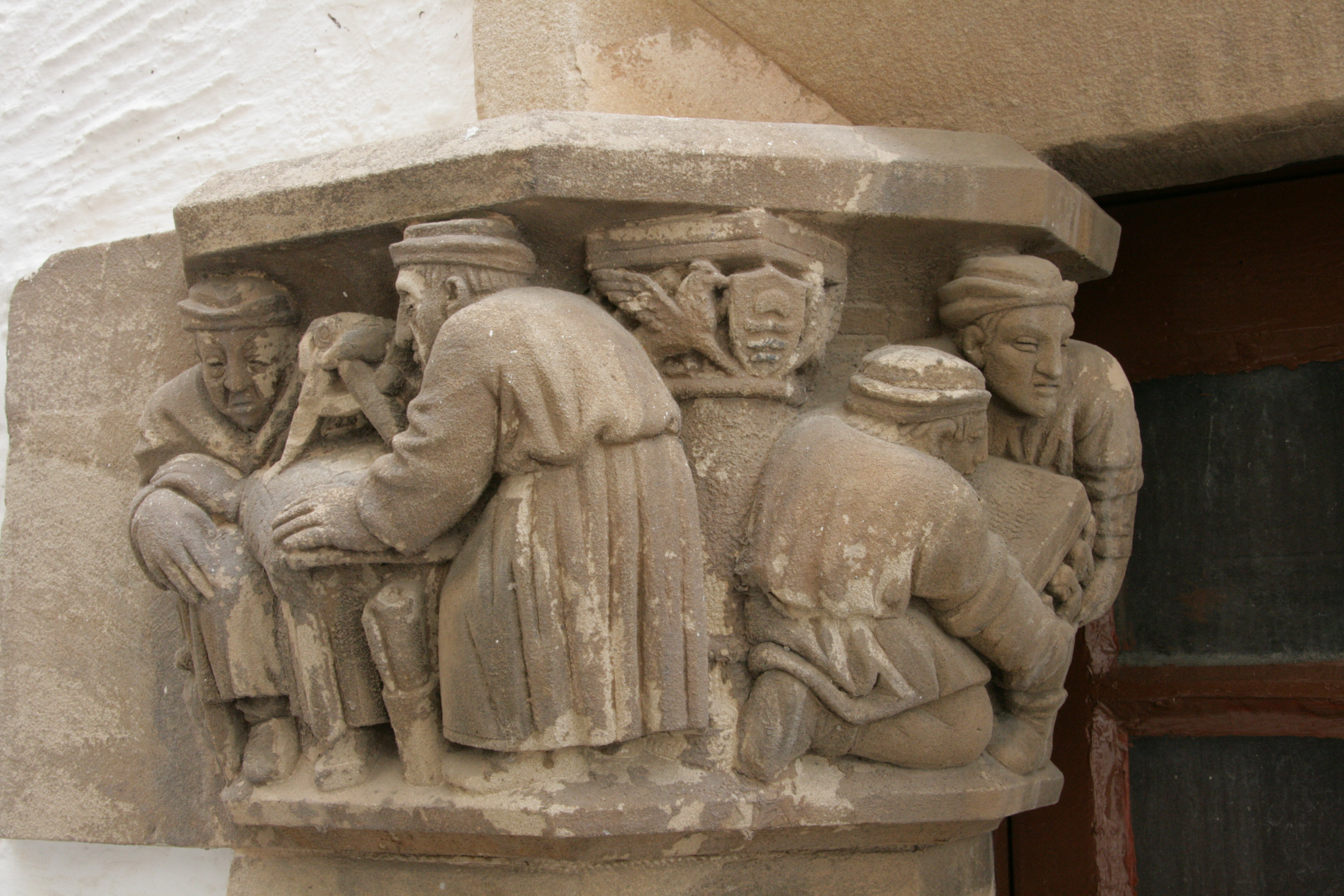
“Els constructors de Maricel”, capitell de Maricel realitzat per Pere Jou. A l'esquerra veiem Charles Deering mirant com Miquel Utrillo traça els plànols de l'edifici, i enmig, l'escut de Maricel dissenyat per Utrillo.

Utrillo estèticament es decanta per la combinació d'arquitectònics i decoratius més monumentals amb d'altres procedents de l'art popular, com les rajoles de ceràmica, les teules vidrades, la rajola d'argila i la calç que emblanquina quasi la totalitat de les parets. A més incrusta en els edificis peces artístiques i patrimonials (garjoles, capitells, finestres gòtiques...). L'obra, que rep el nom de Maricel en homenatge al poeta Àngel Guimerà, des de ben aviat és objecte d'elogis. L'historiador de l'art Joaquim Folch l'identifica amb els pressupòsits del Noucentisme i l'eleva a la categoria d'obra emblemàtica de la civilització catalana, en descobrir l'essència de l'”Art Nacional” tant en la decoració com en l'arquitectura. Utrillo, per la seva banda, explica que es va inspirar en l'art popular, antic i modern existent al Cau Ferrat i en les antigues cases senyorials sitgetanes.
Tot i així, la importància de Maricel rau en les col·leccions artístiques a les quals dona cabuda, que contenen obres d'art antic i modern, hispànic i d'arreu, les quals atresorà Utrillo amb els diners de l'americà. Les col·leccions de Maricel, que gaudiren des del primer moment de gran prestigi, són una mostra de l'eclecticisme, la sensibilitat i l'expertesa d'Utrillo.

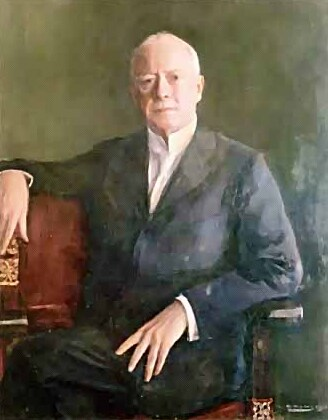
Retrat de Charles Deering per Ramon Casas.

L'any 1921, però, Charles Deering marxa, i amb ell les seves col·leccions magnífiques, degut a una sèrie de desavinences entre el propietari i Utrillo, qui, segons algunes fonts, havia abusat de la confiança de l'americà. Aquesta ruptura irreconciliable comporta també el trencament de l'amistat entre aquest últim i Ramon Casas, que farà costat a Deering. I alhora s'inicia una polèmica que acusa Miquel Utrillo de ser el culpable de la pèrdua de les peces de Maricel.

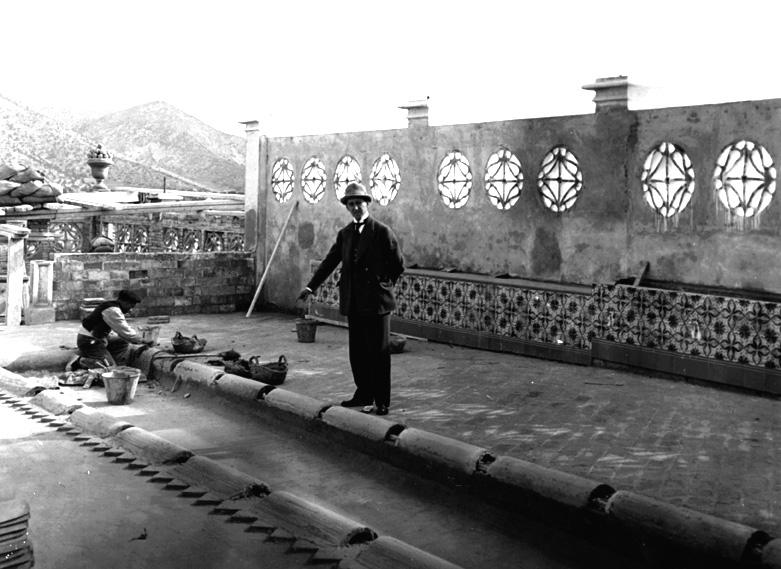
Miquel Utrillo supervisant les obres al Palau Maricel.

### De la plenitud personal a la crisi artística i econòmica
Entre 1910 i 1921 transcorre poc més d'una dècada de plenitud personal per a Miquel Utrillo. El 1910 retroba a Sitges a Lola Vidal, qui ja l'havia captivat quinze anys abans, vídua i mare d'un noi. Un any més tard hi contrau matrimoni estabilitzant a la fi la seva vida personal.
A més de dedicar-se al projecte de Maricel, durant aquests anys segueix treballant per l'Enciclopedia Espasa i també continua promovent nous valors artístics intervenint a favor de determinats artistes. Aquest és el cas de Joaquim Sunyer, ja que Utrillo contribueix a convertir-lo en el pintor més representatiu i reconegut del Noucentisme.
L'any 1914 prova de publicar una revista artístic que porta per títol La Cantonada, junt amb el poeta noucentista Trinitat Catasús. D'aquesta, però, només surt un número. Tot i així, Utrillo esdevé durant l'època daurada de Maricel una de les figures més significatives del Noucentisme a Sitges. Decidit aliadòfil, és un dels promotors de l'Exposició d'Art Francès a Barcelona (1916), mèrit que, entre d'altres, li val la Legió d'Honor francesa.
Fins que arriba la crisi amb Charles Deering. Llavors Utrillo veu ferit el seu prestigi, perquè hi ha qui no està a favor seu en la polèmica de Maricel. Realitza llavors tasques d'enginyeria, s'aboca a activitats culturals i reprèn relacions, tot i així viu dificultats econòmiques, pel que es veu obligat a vendre al seu amic Lluís Plandiura una gran part de la seva pròpia col·lecció artística. Però no tot són males notícies, Plandiura ajudarà al mateix temps Utrillo fent que entri a formar part del comitè d'assessorament artístic de l'Exposició Universal de 1929.

### El Poble Espanyol

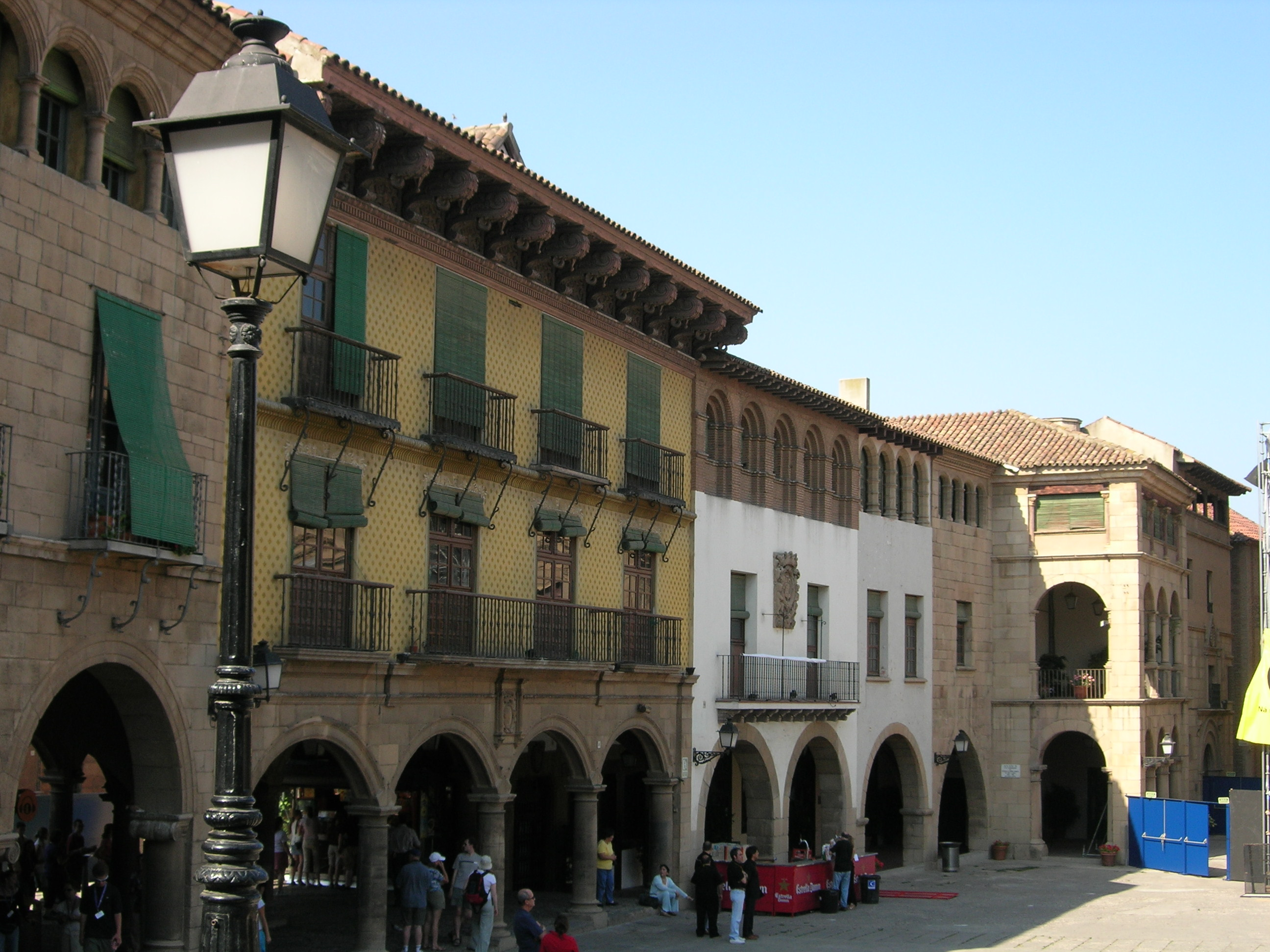
Plaça Major del Poble Espanyol, Barcelona.

Miquel Utrillo va redactar l'avantprojecte anomenat Iberiona, que no és exactament el Poble Espanyol de l'actualitat però que s'hi assembla. Va plasmar aquest projecte quan l'alcalde de Barcelona Fernando Álvarez de la Campa l'encoratjà a col·laborar en algun projecte de l'Exposició Universal.
Utrillo coneixia molt bé l'arquitectura espanyola perquè s'havia passat part de la seva vida recorrent els pobles d'Espanya, de manera que ell va ser el guia en els diferents viatges que els quatre artistes responsables del projecte- Xavier Nogués, Francesc Folguera, Ramon Reventós i el mateix Utrillo- van fer per terres espanyoles amb el propòsit de cercar aquells elements arquitectònic i pintorescs més idonis i arquetípics per construir el Poble Espanyol. El projecte fou aprovat segons la maqueta de Nogués i Utrillo, assessors artístics de l'Exposició Universal, i els arquitectes Ramon Reventós i Francesc Folguera foren els encarregats de dirigir l'obra.
Un temps després de la inauguració del "Poble", s'inicia un debat sobre la paternitat del projecte, tot i que Utrillo sempre va assegurar que havia tingut ell la idea. En aquella època, Maurice Utrillo reivindicava una vegada i una altra la paternitat del recinte per al seu pare. Amb el pas dels anys es va acabar acceptant que ell va ser l'inspirador de la idea original, així que finalment es col·locà una placa commemorativa a la façana de l'ajuntament del Poble en la qual s'identifica Utrillo amb l'autor de la idea.

### Últims anys
Santiago Rusiñol mor quan ell té gairebé setanta anys. De manera que en aquest moment la seva principal preocupació és fixar la memòria artística del seu antic amic en col·laborar amb la Junta de Museus en la constitució i obertura del Cau Ferrat com a museu públic. També organitza la primera exposició retrospectiva de Rusiñol al Reial Cercle Artístic de Barcelona el 1932. L'any següent, amb motiu de l'obertura del Cau Ferrat com a museu públic, apareix publicada la Guia Sumària del Cau Ferrat, obra que Utrillo ha escrit per encàrrec de Josep Llimona, president de la Junta de Museus. D'altra banda, mor Lola Vidal d'un accident d'automòbil també l'any 1933. Són moments tristos per Utrillo, però, afortunadament, per aquelles dates està elaborant la història del Cau Ferrat segons un encàrrec de Josep Llimona, de manera que pot fàcilment evocar records d'uns anys de plenitud. Seran els fills d'Utrillo els que l'any de la mort del pare, 1934, lliuraran a Joan Llimona el manuscrit que porta per títol Història Anecdòtica del Cau Ferrat.
Per acabar, podem descobrir la força que caracteritzava Utrillo, i de la que n'és una mostra el copiós treball artístic que realitzà fins al final de la seva vida, a través d'un fragment de les seves reflexions sobre la vellesa:
| « | Sóc feliç d'haver tingut i de tenir el que tinc. No penso mai en possibilitats faustianes. Són somnis de creient diabòlic i jo no temo pas el diable. No somnio pas a afusellar, arruïnar, deshonrar, estavellar o empetitir sigui qui sigui. He tingut grans enemics. Els he oblidat, i els que viuen ho fan a la meva esquena. Al contrari, visc la vida dels que estimo. Els envejosos, els ambiciosos, els pedants, els que es creuen contra el món, són els únics que lamenten la seva edat avançada. L'home que se sap molècula, part infinitessimal de l'univers mor tranquil, fins i tot sense esperança del que sigui. Conformitat? No, Però el sentiment clar, cert, (immutable) de la inutilitat de fer un salt fora del camí, sigui quin sigui. | » |